# Pliva
 Ovo je glavno značenje pojma Pliva. Za druga značenja pogledajte Pliva (razdvojba).
Pliva je rijeka u BiH, lijeva pritoka Vrbasa.
Dugačka je 33 kilometara, s površinom porječja od 1324 km². Izvor Plive se nalazi u selu Dragnić kod Šipova. Postaje od dva jaka vrela u podnožju planine Smiljevac-Jastrebnjak na 483 m iznad mora, a ušće joj je u Jajcu, gdje gradi 22 metra visoki vodopad. Glavne pritoke su joj rijeka Janj, koja se u Plivu ulijeva kod Šipova, i rječica Sokočnica, koja se ulijeva nedaleko od Šipova.
Na Plivi se nalaza Plivska jezera.